# Андерсен, Карстен
Карстен Андерсен (норв. Karsten Andersen; 16 февраля 1920, Осло — 15 декабря 1997, Осло) — норвежский дирижёр и скрипач.
Вырос во Фредрикстаде. С 16 лет занимался под руководством Эрнста Глазера, затем в 1938—1939 гг. учился в Консерватории Осло, изучая в том числе орган и гармонию у Арилла Саннволла. Получил грант от города Фредрикстад для продолжения занятий в Берлине под руководством Георга Куленкампфа, однако из-за начала Второй мировой войны отказался от этой идеи. В 1940—1945 гг. играл на скрипке в Филармоническом оркестре Осло. В 1945 г. возглавил камерный оркестр в Ставангере, в 1947 г. совершенствовал своё мастерство в Академии Киджи в Италии.
Наиболее значительная страница дирижёрской биографии Андерсена — руководство Бергенским филармоническим оркестром в 1964—1985 гг. На этом посту он выступал как пропагандист норвежской музыки (особенно Харальда Северуда), много работал с произведениями Яна Сибелиуса, Карла Нильсена, Густава Малера, Антона Брукнера, Иоганнеса Брамса, П. И. Чайковского. Был постоянным участником жюри, а в некоторые годы и программным директором Бергенского музыкального фестиваля. Вёл мастер-классы для молодых музыкантов, в 1972 г. выступил одним из создателей Национального молодёжного оркестра. За пределами Норвегии Андерсен руководил также Исландским симфоническим оркестром (1973—1980), работал в Турции с Президентским симфоническим оркестром.